# Veleno (Guè)
Veleno è un singolo del rapper italiano Guè pubblicato il 10 dicembre 2021 come primo estratto dal settimo album in studio Guesus.

## Descrizione
Il brano è stato prodotto da Sixpm e narra una relazione con una donna, raccontando come quest'ultima possa intossicare lentamente e dare dipendenza, paragonandola a un veleno.

## Video musicale
Il video, diretto da Marc Lucas e Igor Grbesic, è stato pubblicato in concomitanza del lancio del singolo sul canale YouTube del rapper.

## Formazione
- Guè – voce
- Sixpm – produzione
- Gazzelle – cori
- Madame – cori
- Mara Sattei – cori
- Marracash – cori

## Classifiche

### Classifiche settimanali
| Classifica (2021) | Posizione massima |
| ----------------- | ----------------- |
| Italia            | 2                 |

### Classifiche di fine anno
| Classifica (2022) | Posizione |
| ----------------- | --------- |
| Italia            | 89        |